# پرچم کریمه
پرچم کریمه پرچم رسمی جمهوری کریمه است که برای نخستین بار در ۲۱ آوریل ۱۹۹۹ به رسمیت شناخته شد و همچنین دارای تناسب ۱:۲ می‌باشد. این پرچم شامل سه نوار آبی در بالا، سفید در مرکز و قرمز در پایین است که نوار سفیدرنگ پهن‌تر می‌باشد.

## تاریخچه
در ۵ ژوئن ۱۹۹۲ پنج پرچم به مجلس کریمه پیشنهاد شد:
- پیشنهاد ۱: شبیه پرچم کنونی کریمه بود با این تفاوت که هر دو نوار بالایی و پایینی آن آبی بودند.
- پیشنهاد ۲: شامل دو بخش، بخش پایینی سفیدرنگ و بخش بالایی هفت رنگ رنگین‌کمان بود.
- پیشنهاد ۳: شامل دو بخش، بخش بالایی سفید و بخش پایینی آبی بود.
- پیشنهاد ۴: شامل چهار رنگ، قرمز، آبی، سبز و زرد بود.
- پیشنهاد ۵: همان پرچم کنونی کریمه بود با این تفاوت که در مرکزش نشان ملی نیز نقش بسته بود.[۱]

## نگارخانه

پیشنهاد شماره ۱
پیشنهاد شماره ۲
پیشنهاد شماره ۳
پیشنهاد شماره ۴